# Mirtoesa
Mirtoesa (Griego antiguo: Μυρτωέσσης) en la mitología griega era una ninfa arcadia, concretamente una crenea, que, junto con las ninfas Neda, Antracia, Hagno y Anquiroe, eran nodrizas del dios Zeus. Se la representaba cargando cántaros con lo que se supone que es agua que desciende de ella.